# Marsupio
Il marsupio è una protuberanza a forma di tasca presente nel corpo delle femmine di un gruppo di mammiferi, detti appunto marsupiali. Il marsupio è destinato al trasporto, alla protezione e all'alimentazione dei piccoli, che vengono partoriti in una fase precoce di sviluppo rispetto ai mammiferi placentati.
Il marsupio è collocato sopra l'addome e ha quasi sempre apertura rivolta verso l'alto.
Per analogia si usa il termine marsupio (marsupium) anche per la tasca nella quale alcune specie di crostacei (isopodi, peracaridi ecc...) trattengono le uova fino alla fuoriuscita di larve quasi adulte.

## Marsupiali
Gli animali che possiedono i marsupi sono mammiferi, tra questi il più conosciuto è il canguro, dove il piccolo è riposto nel ventre materno sino a quando non ha sviluppato tutto il processo visivo ed è abbastanza cresciuto per correre e proteggersi da solo dal freddo. I canguri nascono dal marsupio dopo 15 mesi di gestazione. Molto celebre anche il koala. In questo caso, però, il marsupio può anche trovarsi in posizione decentrata rispetto all'addome della madre, e il cucciolo rimane lì quasi fino alla maturazione sessuale.
Oltre al canguro, ci sono anche altri animali della stessa famiglia che possiedono questo organo esterno, come il meno grande e famoso wallaby.
| Nome                    | Descrizione | Immagine |
| ----------------------- | --- | -------- |
| Caenolestes fuliginosus | L'opossum toporagno scuro (Caenolestes fuliginosus Tomes, 1863) è un marsupiale americano della famiglia Caenolestidae. |          |
| Chironectes mínimus     | Lo yapok (Chironectes minimus (Zimmermann, 1780)) conosciuto anche come opossum acquatico o sariga d'acqua, è un marsupiale, appartenente alla famiglia Didelphidae.                                                                                  |          |
| Didelphis albiventris   | L'opossum dall'orecchio bianco (Didelphis albiventris) è una specie di mammifero della famiglia Didelphidae. |          |
| Gracilinanus perijae    | L'opossum topo gracile colombiano (Gracilinanus perijae) è una specie di opossum della famiglia Didelphidae. È endemico della Colombia. Il suo habitat naturale sono le foreste umide di pianura subtropicali o tropicali.                            |          |
| Macropus rufus          | Il canguro rosso (Osphranter rufus (Desmarest, 1822)) è il più grande tra tutti i canguri, oltre ad essere il più grosso mammifero terrestre originario dell'Australia e il più grande marsupiale vivente.                                            |          |
| Macropus giganteus      | ll canguro grigio orientale (Macropus giganteus, Shaw, 1790) è un marsupiale australiano appartenente alla famiglia Macropodidae. |          |
| Marmosa murina          | L'opossum topo di Linneo (Marmosa murina), conosciuto anche come opossum topo comune o opossum nano, è un marsupiale sudamericano della famiglia Didelphidae.                                                                                         |          |
| Opossum comune          | L'opossum comune (Didelphis marsupialis) o Manicou (come viene chiamato nelle Antille) è un mammifero marsupiale della famiglia dei Didelphidae, sottofamiglia Didelphinae, genere Didelphis, che vive tra il sud del Messico e l'Argentina.          |          |
| Philander opossum       | L'opossum grigio a quattro occhi (Philander opossum) è una specie di opossum dell'America centrale e meridionale, che va dal Messico meridionale al Perù, alla Bolivia e al Brasile.                                                                  |          |
| Sarcophilus harrisii    | Il diavolo della Tasmania, o diavolo orsino (Sarcophilus harrisii Boitard, 1841), è un mammifero marsupiale appartenente alla famiglia dei Dasiuridi.                                                                                                 |          |
| Wallabia bicolor        | La wallabia (Wallabia bicolor, Lesson, 1828), detta anche wallabia delle paludi, è un piccolo marsupiale australiano appartenente alla famiglia dei Canguri (Macropodidae). Attualmente è considerata l'unica specie appartenente al genere Wallabia. |          |
| Vombatus ursinus        | ll vombato comune (Vombatus ursinus Shaw, 1800), noto anche come vombato dal pelo ruvido, è una delle tre specie di vombato e l'unica appartenente al genere Vombatus (É. Geoffroy, 1803).                                                            |          |

## Allattamento
Come illustrato dall'etologo Danilo Mainardi, i cuccioli di marsupiali non si allattano da sé, ma letteralmente vengono allattati dalla madre quando si trovano all'interno del marsupio, in quanto alla loro maturazione dei muscoli facciali e del collo non è paragonabile a quella degli altri mammiferi e non è sufficiente per consentire loro una funzione di aspirazione del latte dal capezzolo, la suzione.

## Galleria d'immagini

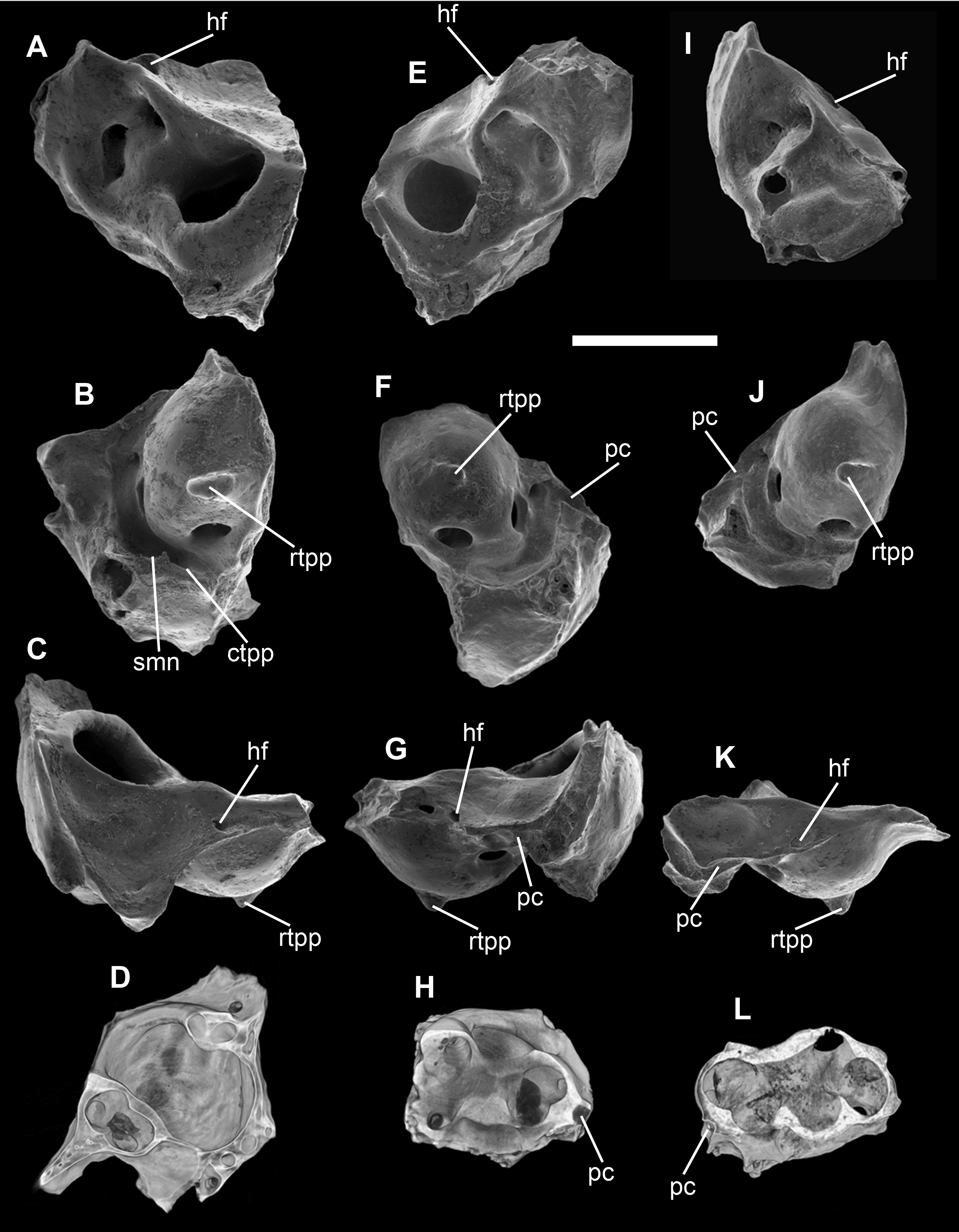
Parte petrosa isolata di Djarthia murgonensis, i fossili marsupiali più antichi d'Australia
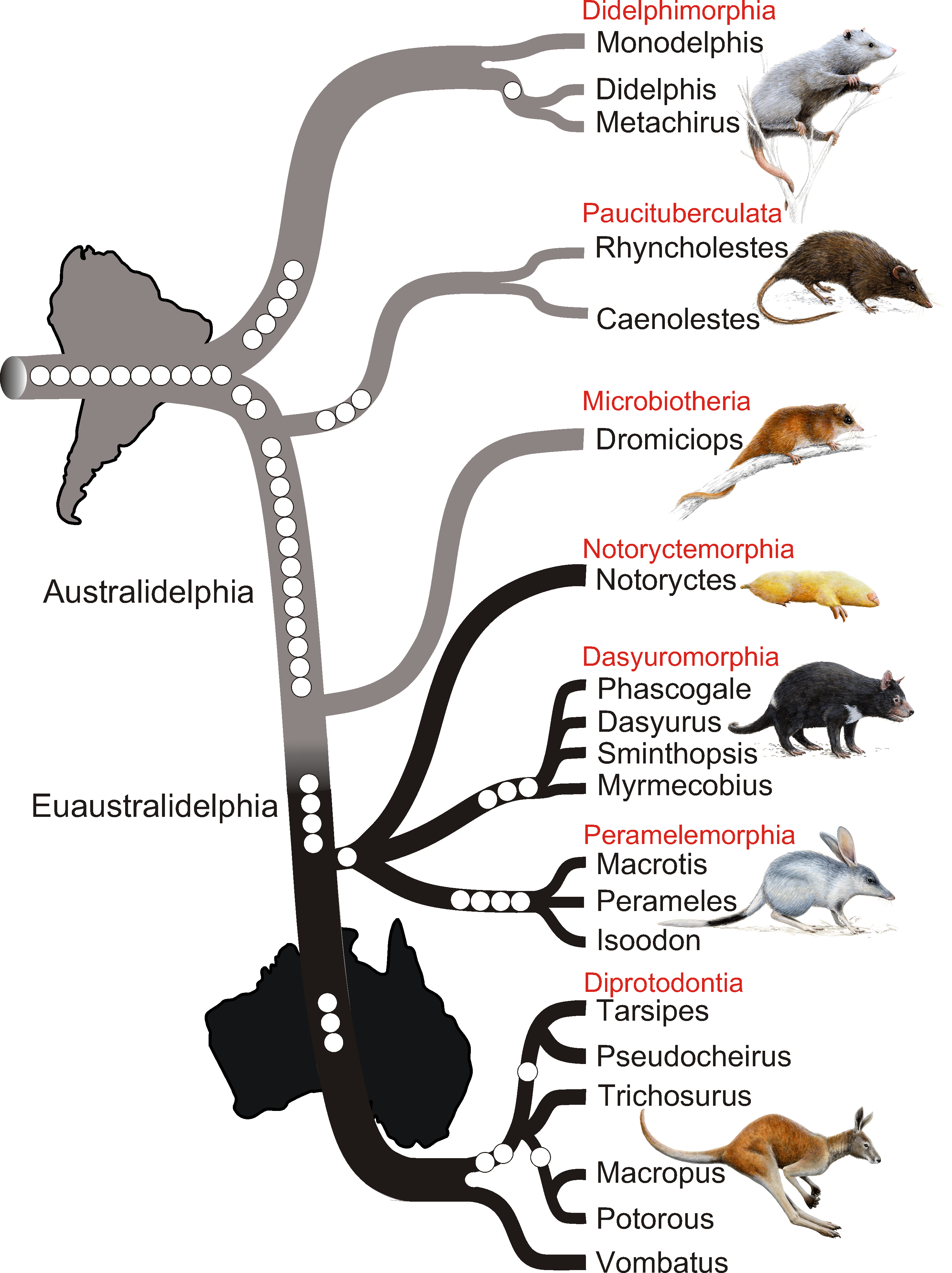
Albero filogenetico dei marsupiali derivato dai dati sui retroposoni
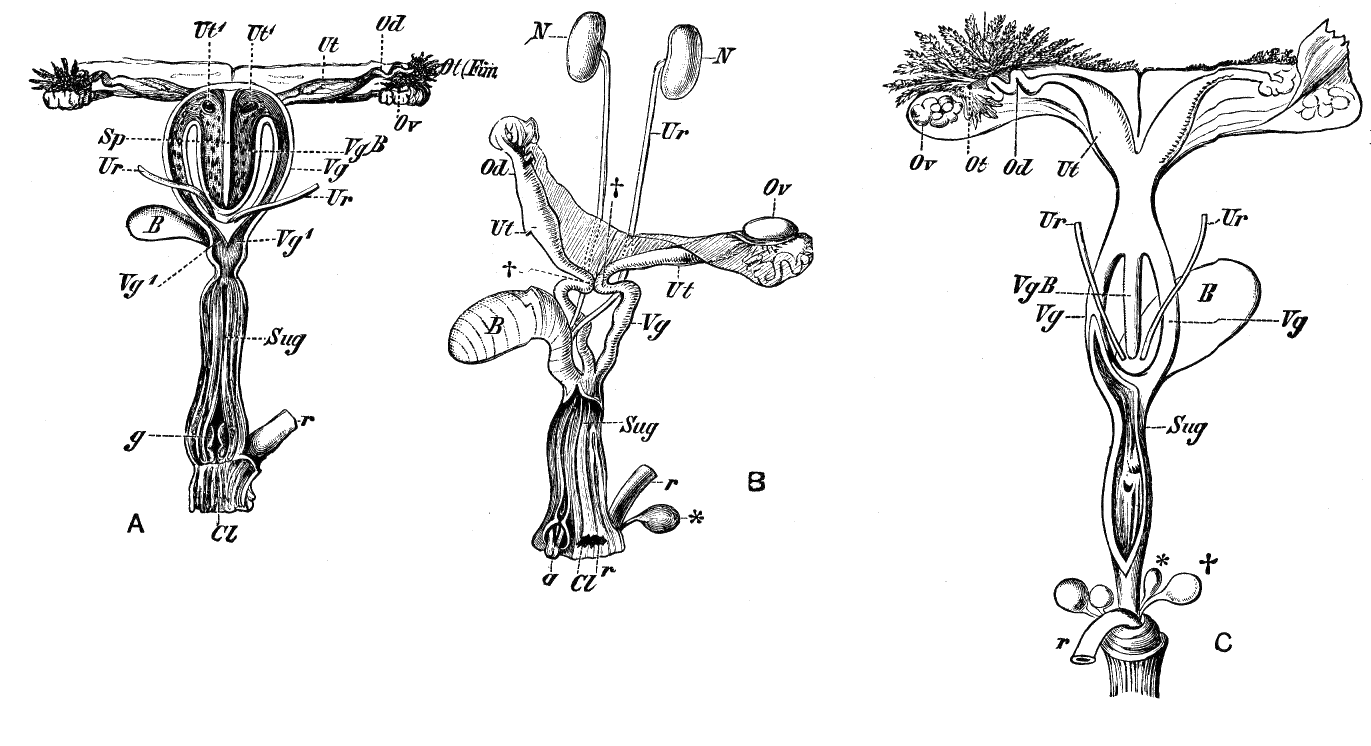
Anatomia riproduttiva femminile di diverse specie marsupiali
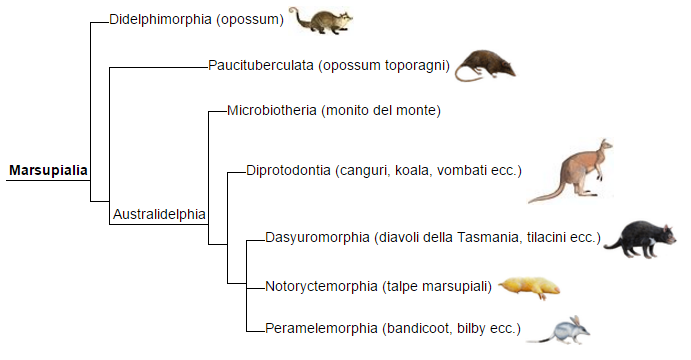
Filogenesi marsupiale